# Goor (Rosja)
Goor (ros. Гоор) – wieś w Rosji, w Dagestanie, w rejonie szamilskim. W 2010 liczyła 812 mieszkańców, głównie Awarów.